# Frédéric Nihous

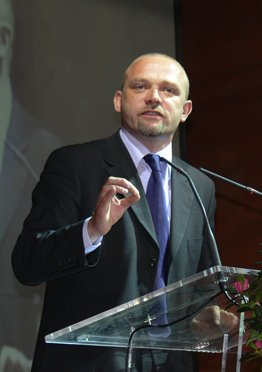
Frédéric Nihous durante la campaña presidencial de 2007.

Frédéric Nihous, nacido el 15 de agosto de 1967 en Valenciennes (Departamento Norte, Francia), es el presidente del partido Caza, Pesca, Naturaleza, Tradiciones (CPNT) y candidato a las elecciones presidenciales de 2007 bajo dicha formación.

## Biografía
El padre de Frédéric Nihous era dentista, su abuelo paterno, farmacéutico, era gaullista y su abuelo materno, minero de origen polaco, era comunista. En 1981 obtuvo su primer fusil como regalo de su padre por su Brevet (un diploma del sistema educativo francés). Es presidente de la Asociación de Cazadores de Palomas y Aves de Paso del Departamento Norte. En 1988 se clasificó en primer lugar en el torneo de pesca del Hérault al pescar una carpa de 7,256 kg.
Posee un DEA en derecho económico internacional y comunitario y un DEA en defensa nacional y seguridad europea. Su carrera política comenzó en 1999 cuando fue nombrado secretario general del CPNT en el Parlamento Europeo.
En 2002 dirigió la campaña de Jean Saint-Josse para las elecciones presidenciales. Saint-Josse obtuvo un 4,23% de los votos para CPNT. Se trasladó a Pau para ejercer de asistente parlamentario de Saint-Josse y asumió desde entonces la dirección del partido.

### Presidenciales de 2007
El 2 de septiembre de 2006, durante un mitin en Cerny (Essonne), fue designado candidato de CPNT para las elecciones presidenciales de 2007 por un 82,94 % de los delegados.
El 16 de marzo de 2007, anunció haber entregado 655 firmas al Consejo Constitucional. El 19 de marzo, el Consejo Constitucional le incluyó en la lista de los doce candidatos oficiales para las elecciones. Nihous escogió a Saint-Josse como director de campaña.
Su programa electoral se basó en la defensa del medio rural, y su programa electoral se orientaban en torno a seis ejes:
- "Establecer una auténtica democracia". Con este fin proponía limitar la acumulación de cargos y de asociar a cada parlamentario un cargo local, así como establecer el sufragio obligatorio mediante el reconocimiento del voto en blanco.
- "Instaurar una ecología estimulante y de equilibrio respetuosa con el hombre y sus actividades", en particular con la retirada de la directiva Natura 2000. Se mostró favorable al desarrollo de las energías renovables y de la energía nuclear. Rechazó firmar el Pacto ecológico de Nicolas Hulot y rechazó la política defendida por el partido de Los Verdes que juzgó de punitiva.
- "Garantizar la libertad de cazar y de pescar": reivindicación principal del partido Caza, Pesca, Naturaleza, Tradiciones. También propuso un retorno a las fechas tradicionales de caza.
- "Respetar y valorar las tradiciones": Según Nihous, era necesario mantener todas las tradiciones y defender las lenguas regionales. Nihous se pronunció por el mantenimiento de la corrida taurina como parte de la cultura francesa.
- "Construir una nueva ordenación del territorio para poder vivir bien en toda su extensión": Frédéric Nihous se pronunció por una revalorización de las zonas rurales y el refuerzo de los servicios públicos en el campo.
- "Rechazar la Europa de los tecnócratas y construir una Europa de las diferencias": Nihous veía Europa como asociación de estados a consecuencia del resultado del referéndum de 2005. Propuso instaurar un derecho de soberanía para poder rechazar la aplicación de las directivas europeas.

Asimismo, fijó como objetivo superar el resultado de 2002, alcanzar el umbral del 5% en las intenciones de voto y superar al partido de los Verdes. En las elecciones, obtuvo el 1,15% de los sufragios, es decir, menos de la tercera parte del resultado obtenido por Jean Saint-Josse en 2002. Nihous obtuvo su mejor resultado en el departamento del Hérault, en la comuna de Saint-Jean-de-Minervois, con un 26,37% de los votos.

### Presidente de CPNT
Tras la dimisión de Jean Saint-Josse de la presidencia de CPNT, fue elegido el 14 de enero de 2008 para encabezar el partido.